# Landaulet
Per landaulet si intende un tipo di configurazione di carrozzeria in voga dagli anni dieci ai trenta e utilizzato più scarsamente nel dopoguerra.

## Definizione

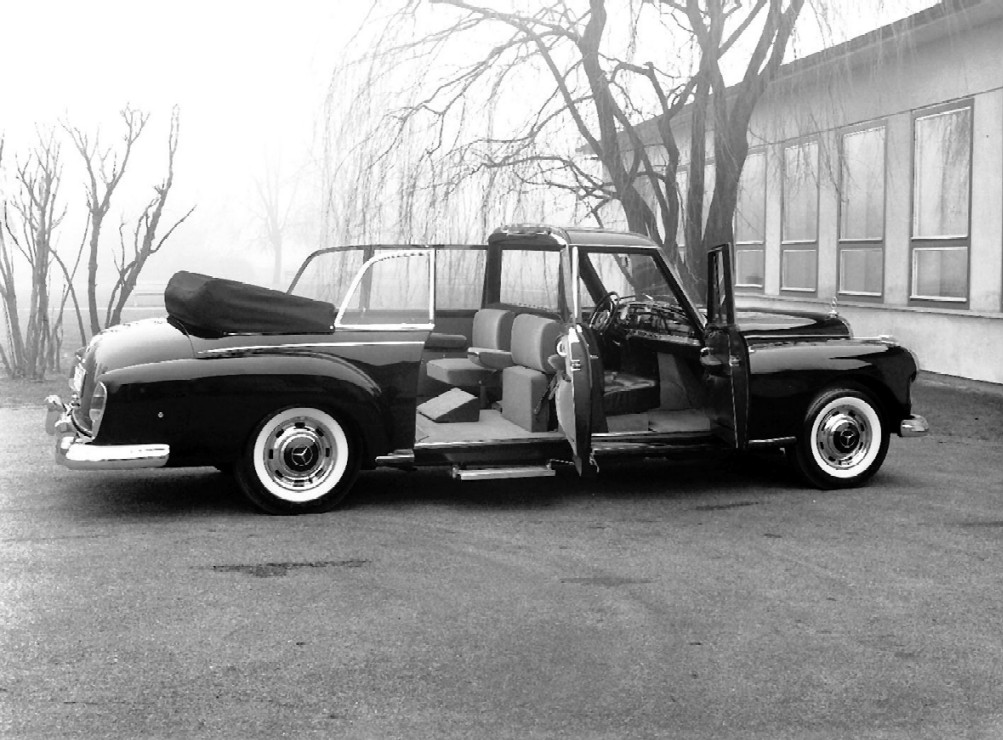
Una Mercedes-Benz 300 D con carrozzeria landaulet

La carrozzeria landaulet è caratteristica di autovetture della classe più alta e più prestigiose. Consiste, praticamente, in una vettura di grosse dimensioni (spesso una limousine) simile alle cabriolet, ma con i posti anteriori coperti da un tetto in lamiera rigida, mentre quelli posteriori sono coperti da una capote che quindi si apre a scoprire solo le teste dei passeggeri. 
Il nome deriva dalla città di Landau in der Pfalz, all'epoca in Francia, dove nel XVIII secolo venivano inizialmente costruite le omonime carrozze a cavalli completamente scoperte e dotate di capote richiudibile, la cui denominazione venne italianizzata in landò. 
Era una soluzione molto particolare e ricercata, atta a soddisfare le esigenze di clienti molto facoltosi. Non a caso molti dei committenti di simili autovetture erano uomini politici o simili, gli unici in grado di sborsare cifre consistenti per questi particolari tipi di auto. Dopo la Seconda guerra mondiale, questo tipo di carrozzeria fu utilizzata molto meno, anche perché nessuna Casa proponeva versioni landaulet delle sue vetture. 
Non mancarono tuttavia alcuni clienti che ordinarono delle fuoriserie, basate su modelli regolarmente in produzione. Anzi, si può dire che i modelli più famosi furono proprio degli anni cinquanta e sessanta. Tra questi si può ricordare la Mercedes-Benz 600 Landaulet, datata 1965, che appartenne all'allora Papa Paolo VI.
Le ultime vetture landaulet sono state le costosissime Maybach.
Per il matrimonio tra il Principe Alberto II di Monaco e Charlène Wittstock avvenuto il 2 luglio 2011, la casa automobilistica Lexus, ha fornito come auto ufficiale di nozze un esemplare denominato LS 600h L Landaulet vettura ibrida.